# ФК Дукла Праг
ФК Дукла Праг (чеш. Dukla Praha) је био чешки фудбалски клуб из Прага. Клуб је основан 1948. године, а престао је са радом 1996. када се удружио са Прибрамом.

## Историја
Клуб је основан 1948. од стране чехословачке војске под називом АТК (чеш. Armádní tělocvičný klub, Војни клуб физичке културе). Четири године касније освојен је Куп Чехословачке, што је био први клупски трофеј. Наредне 1953. године освојена је прва титула првака Чехословачке, у тој сезони клуб је изгубио само једну од 13 утакмица.
Године 1956. клуб је преименован у Дукла Праг, у част битке код Дукла пролаза вођене у Другом светском рату. Исте године осваја се друга титула првака државе, са 5 бодова више од Слована из Братиславе. Након две године освојена је и трећа титула. У тој сезони Дукла и Спартак Праг Соколово су имали по 40 бодова на крају првенства, али је Дукла била шампион захваљујући гол-разлици која је била боља од Спартакове за два гола.
Почетком 60-их година Дукла доминира у Чехословачкој. Од 1961. до 1964. године освојене су 4 узастопне титуле првака државе, а 1961. је освојена и дупла круна победом у финалу купа над Динамо Жилином резултатом 3:0. Играч Дукле Јозеф Масопуст је 1962. проглашен за најбољег фудбалера Европе, исте године је Чехословачка била друга на Светском првенству у Чилеу. Три године заредом Дукла долази до четврфинала Купа шампиона, али редом губи од Тотенхема, Бенфике и Борусије Дортмунд.
Дукла осваја још једну титулу првака, и још три купа у другој половини 60-их, а сезоне 1966/67. долази до полуфинала Купа шампиона. Дукла је те сезоне на путу до полуфинала елиминисала Есбјерг, Андерлехт и Ајакс, да би у полуфиналу испала од Селтика, екипе која је на крају и освојила трофеј.
Свој нови већи европски успех Дукла доживљава у УЕФА купу 1979. године, када стиже до четвртфинала победивши Виченцу, Евертон и Штутгарт, док у четвртфиналу испада од Херте из Берлина играјући нерешено у гостима 1:1, и изгубивши код куће 1:2.
Као победник купа 1985, Дукла се квалификовала за Куп победника купова. Те сезоне Дукла стиже до полуфинала такмичења, претходно у четвртфиналу Дукла је избацила чувену Бенфику. У полуфиналу испада од кијевског Динама који је касније и освојио трофеј.

## Успеси
- Првенство Чехословачке :
  - Првак (11) : 1953, 1956, 1958, 1961, 1962, 1963, 1964, 1966, 1977, 1979, 1982
- Куп Чехословачке :
  - Освајач (9) : 1952, 1961, 1965, 1966, 1969, 1981, 1983, 1985, 1990
- Куп шампиона :
  - Полуфинале : 1966/67
- Куп победника купова :
  - Полуфинале : 1985/86
- УЕФА куп :
  - Четвртфинале : 1978/79

## Дукла Праг у европским такмичењима
| Сезона  | Такмичење            | Коло          | Земља                                            | Клуб                | Резултат      |
| ------- | -------------------- | ------------- | ------------------------------------------------ | ------------------- | ------------- |
| 1955    | Митропа куп          | Четвртфинале  | Италија                                          | Болоња              | 4:2, 3:0      |
|         |                      | Полуфинале    | Чехословачка                                     | Слован Братислава   | 0:0, 2:2, 2:1 |
|         |                      | Финале        | Мађарска                                         | МТК                 | 0:6, 1:2      |
| 1956    | Митропа куп          | Четвртфинале  | Мађарска                                         | Вашаш               | 0:2, 2:2      |
| 1957    | Митропа куп          | Четвртфинале  | Социјалистичка Федеративна Република Југославија | Црвена звезда       | 1:1, 1:1, 0:1 |
| 1957/58 | Куп Шампиона         | Осмина финала | Енглеска                                         | Манчестер јунајтед  | 0:3, 1:0      |
| 1958/59 | Куп шампиона         | Квалификације | Социјалистичка Федеративна Република Југославија | Динамо Загреб       | 2:2, 2:1      |
|         |                      | Осмина финала | Аустрија                                         | Винер шпорт-клуб    | 1:3, 1:0      |
| 1960    | Митропа куп          | Група         | Аустрија                                         | Винер шпорт-клуб    | 1:2, 2:1      |
| 1961/62 | Куп шампиона         | Квалификације | Бугарска                                         | ЦДНА Софија         | 4:4, 2:1      |
|         |                      | Осмина финала | Швајцарска                                       | Сервет              | 3:4, 2:0      |
|         |                      | Четвртфинале  | Енглеска                                         | Тотенхем            | 1:0, 1:4      |
| 1962/63 | Куп шампиона         | Квалификације | Источна Немачка                                  | Викторија Франкфурт | 3:0, 1:0      |
|         |                      | Осмина финала | Данска                                           | Есбјерг             | 0:0, 5:0      |
|         |                      | Четвртфинале  | Португалија                                      | Бенфика             | 1:2, 0:0      |
| 1963/64 | Куп шампиона         | Квалификације | Малта                                            | Валета              | 6:0, 2:0      |
|         |                      | Осмина финала | Пољска                                           | Горњик Забже        | 0:2, 4:1      |
|         |                      | Четвртфинале  | Њемачка                                          | Борусија Дортмунд   | 0:4, 3:1      |
| 1964/65 | Куп шампиона         | Квалификације | Пољска                                           | Горњик Забже        | 4:1, 0:3, 0:0 |
|         |                      | Осмина финала |                                                  | Реал Мадрид         | 0:4, 2:2      |
| 1965/66 | Куп победника купова | 1. коло       | Француска                                        | Рен                 | 2:0, 0:0      |
|         |                      | Осмина финала | Мађарска                                         | Хонвед              | 2:3, 2:1      |
| 1966/67 | Куп шампиона         | 1. коло       | Данска                                           | Есбјерг             | 2:0, 4:0      |
|         |                      | Осмина финала | Белгија                                          | Андерлехт           | 4:1, 2:1      |
|         |                      | Четвртфинале  | Холандија                                        | Ајакс               | 1:1, 2:1      |
|         |                      | Полуфинале    | Шкотска                                          | Селтик              | 1:3, 0:0      |
| 1969/70 | Куп победника купова | 1. коло       | Француска                                        | Олимпик Марсељ      | 1:0, 0:2      |
| 1972/73 | УЕФА куп             | 1. коло       | Социјалистичка Федеративна Република Југославија | ОФК Београд         | 2:2, 1:3      |
| 1974/75 | УЕФА куп             | 1. коло       | Кипар                                            | Пезопорикос Ларнака | -             |
|         |                      | 2. коло       | Шведска                                          | Јургорден           | 2:0, 3:1      |
|         |                      | Осмина финала | Холандија                                        | Твенте              | 3:1, 0:5      |
| 1977/78 | Куп шампиона         | 1. коло       | Француска                                        | Нант                | 0:0, 1:1      |
| 1978/79 | УЕФА куп             | 1. коло       | Италија                                          | Виченца             | 1:0, 1:1      |
|         |                      | 2. коло       | Енглеска                                         | Евертон             | 1:2, 1:0      |
|         |                      | Осмина финала | Њемачка                                          | Штутгарт            | 1:4, 4:0      |
|         |                      | Четвртфинале  | Њемачка                                          | Херта Берлин        | 1:1, 1:2      |
| 1979/80 | Куп шампиона         | 1. коло       | Мађарска                                         | Ујпешт              | 2:3, 2:0      |
|         |                      | Осмина финала | Француска                                        | Стразбур            | 1:0, 0:2      |
| 1981/82 | Куп победника купова | 1. коло       | Шкотска                                          | Ренџерс             | 3:0, 1:2      |
|         |                      | Осмина финала |                                                  | Барселона           | 1:0, 0:4      |
| 1982/83 | Куп шампиона         | 1. коло       |                                                  | Динамо Букурешт     | 0:2, 2:1      |
| 1983/84 | Куп победника купова | 1. коло       | Енглеска                                         | Манчестер јунајтед  | 1:1, 2:2      |
| 1984/85 | УЕФА куп             | 1. коло       | Мађарска                                         | Видеотон            | 0:1, 0:0      |
| 1985/86 | Куп победника купова | 1. коло       | Кипар                                            | АЕЛ Лимасол         | 2:2, 4:0      |
|         |                      | Осмина финала | Шведска                                          | АИК                 | 1:0, 2:2      |
|         |                      | Четвртфинале  | Португалија                                      | Бенфика             | 1:0, 1:2      |
|         |                      | Полуфинале    | Совјетски Савез                                  | Динамо Кијев        | 0:3, 1:1      |
| 1986/87 | УЕФА куп             | 1. коло       | Шкотска                                          | Хартс               | 2:3, 1:0      |
|         |                      | 2. коло       | Њемачка                                          | Бајер Леверкузен    | 0:0, 1:1      |
|         |                      | Осмина финала | Италија                                          | Интер               | 0:1, 0:0      |
| 1988/89 | УЕФА куп             | 1. коло       | Шпанија                                          | Реал Сосиједад      | 1:2, 3:2      |
| 1990/91 | Куп победника купова | 1. коло       | Малта                                            | Слиема              | 2:1, 2:0      |
|         |                      | Осмина финала | Совјетски Савез                                  | Динамо Кијев        | 0:1, 2:2      |

1. ↑  Дукла Праг прошла даље захваљујући бацању новчића
2. ↑  Дукла Праг је прошла даље јер се Пезопорикос Ларнака повукао из такмичења

## Познати бивши играчи
- Ладислав Новак
- Сватоплук Плускал
- Јозеф Масопуст
- Здењек Нехода
- Иво Виктор
- Ладислав Визек
- Павел Недвед